# David C. Broderick
David Colbreth Broderick (ur. 4 lutego 1820 w Waszyngtonie, zm. 16 września 1859 w San Francisco) – amerykański polityk, członek Partii Demokratycznej.

## Działalność polityczna
Od 1850 do 1851 zasiadał w stanowym Senacie Kalifornii. W okresie od 4 marca 1857 do śmierci 16 września 1859 był senatorem Stanów Zjednoczonych z Kalifornii (1. Klasa).